# Сегантини, Джованни
Джованни Сегантини (итал. Giovanni Segantini; 15 января 1858, Арко близ Тренто — 28 сентября 1899, на горе Шафберг, Понтрезина в Энгадине) — итальянский живописец-пейзажист, писал картины в пуантилистской технике, работал в разные годы в стилях неоимпрессионизма, реализма и символизма.

## Жизнь и творчество
Родился в бедной семье. Учился живописи в вечерней школе при Академии ди Брера в Милане. В 1886 году определяется с тематикой произведений: художника привлекают дальние ландшафты с крестьянами и пастухами, выполненные пуантилистским «точечным» стилем. Таков его «Альпийский триптих», состоящий из полотен «Природа», «Жизнь», «Смерть». Содержание и форма его картин указывают на значительное внимание, уделяемое художником деталям изображения. Неоднократно обращался к религиозной тематике: «Вечерние звуки» (Ave Maria) (1887, Мёршвил, частное собрание).
Обращение художника к символизму ощущается прежде всего в его картине «Злые матери» . В поздних работах Сегантини, кроме символистских элементов, легко угадываются также тенденции югендштиля.
Умер в 41 год от перитонита. Похоронен в деревне Малоя. На гранитной плите художника высечено: «Искусство и любовь побеждают время» (итал. Arte ed amore vincono il tempo).

### Обучение
В 1875 году он поступил в Художественную академию Брера в Милане, где проходил дневные курсы живописи и вечерние курсы орнамента . На Национальной выставке Брера он произвел сенсацию среди учителей и студентов еще в 1879 году своей первой большой картиной — «Chorgestühl von Sant’Antonio», благодаря новаторскому подходу к светотеневой моделировке тона. Эта работа привлекла внимание художника и галериста Витторе Грубиси де Драгон, который стал его советником, дилером и пожизненным финансовым помощником . Грубиси и его брат Альберто, который был совладельцем галереи, познакомили Сегантини с работами Антона Мауве и Жана-Франсуа Милле . Оба этих художника много лет оказывали влияние на творчество Сегантини.
Находясь там, он подружился с участниками движения Скапильятура, в которое входили художники, поэты, писатели и музыканты, стремившиеся стереть различия между искусством и жизнью. Среди его ближайших друзей в то время были Карло Бугатти и Эмилио Лонгони, оба глубоко повлияли на его творчество и интересы.

Из-за разногласий с профессорами Брера он бросил обучение через два года.

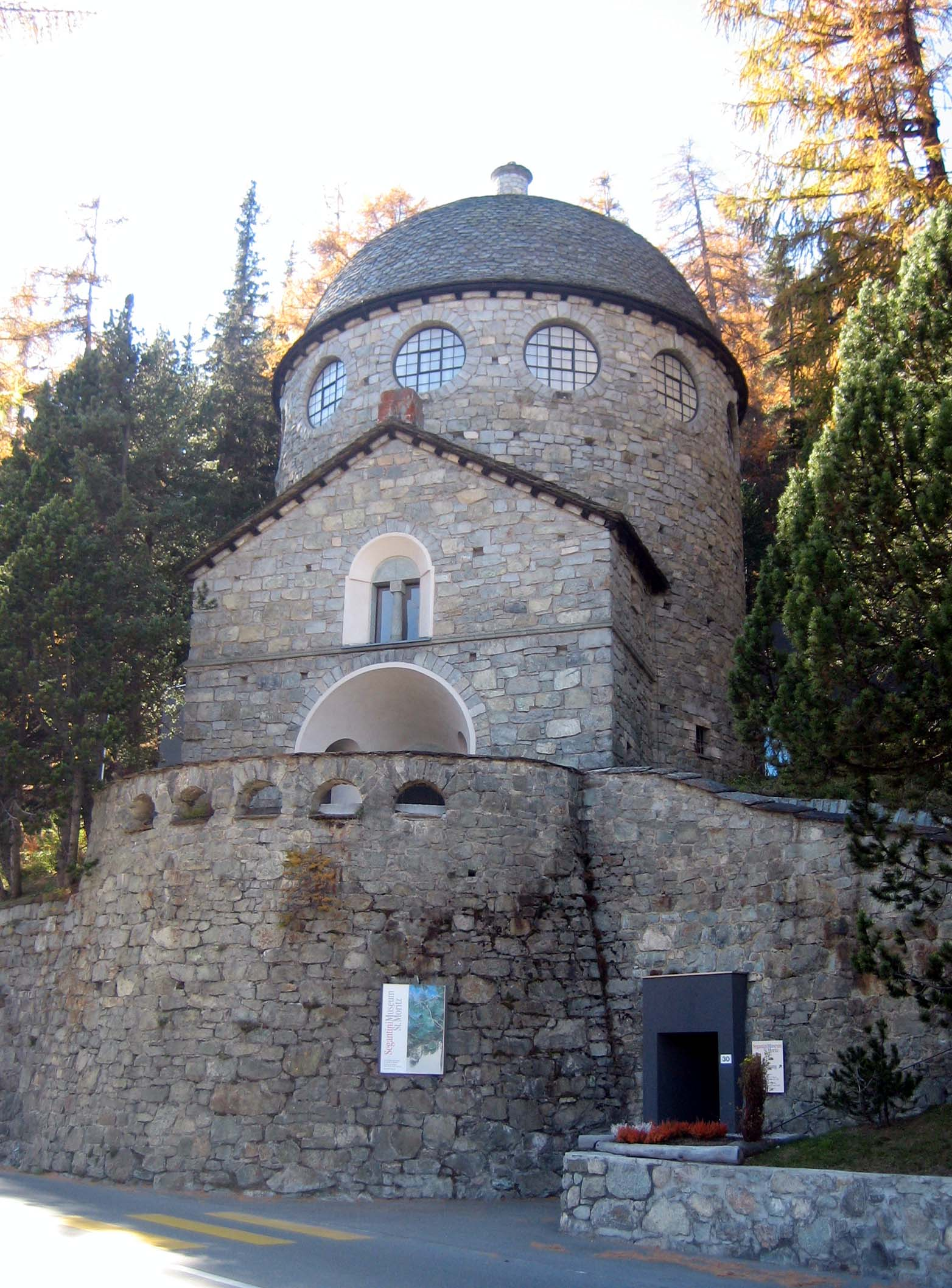
Музей Сегантини в Санкт-Морице

## Галерея

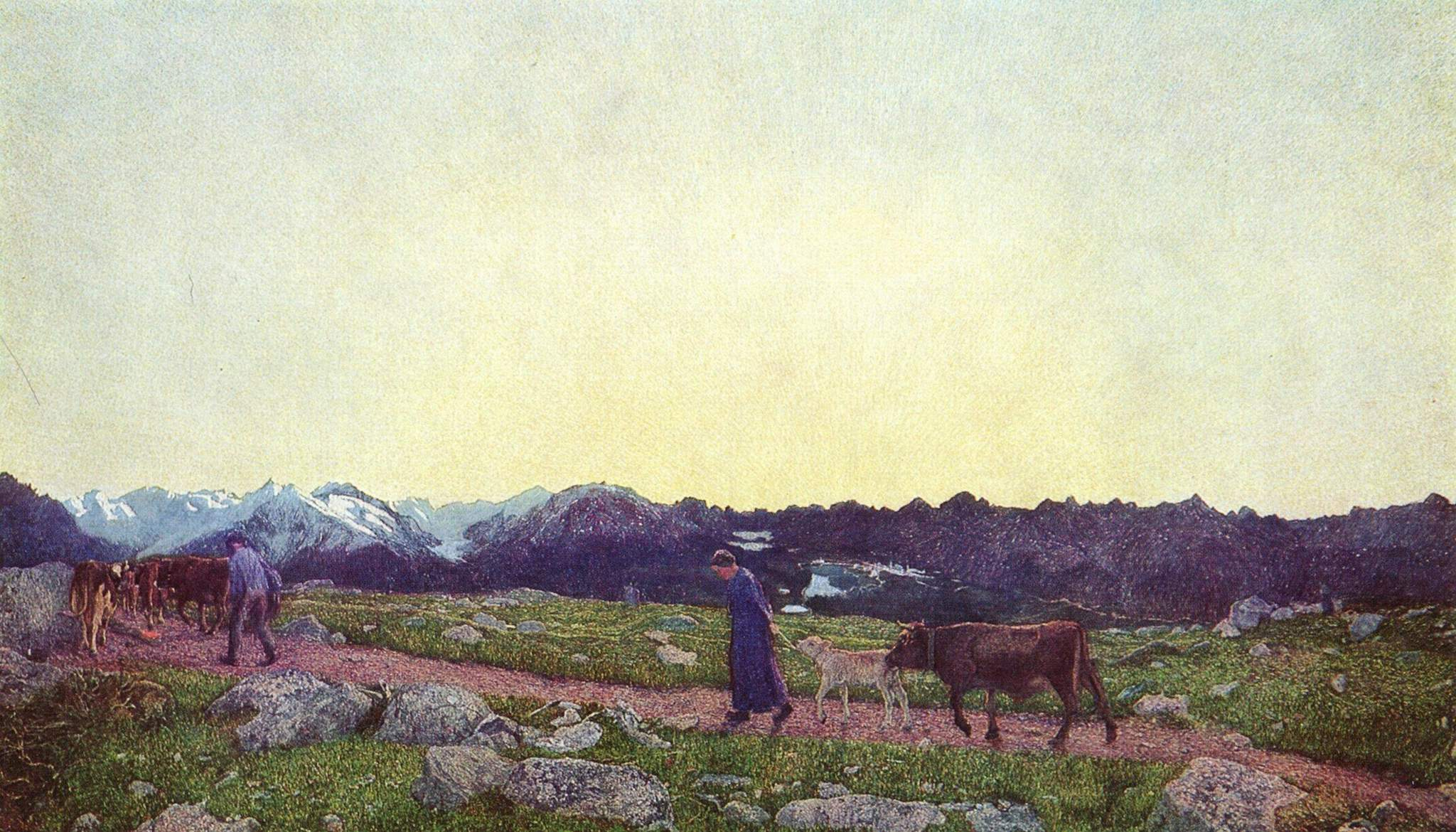
Альпийский триптих. Природа. 1898-1899. Музей Сегантини. Санкт-Мориц
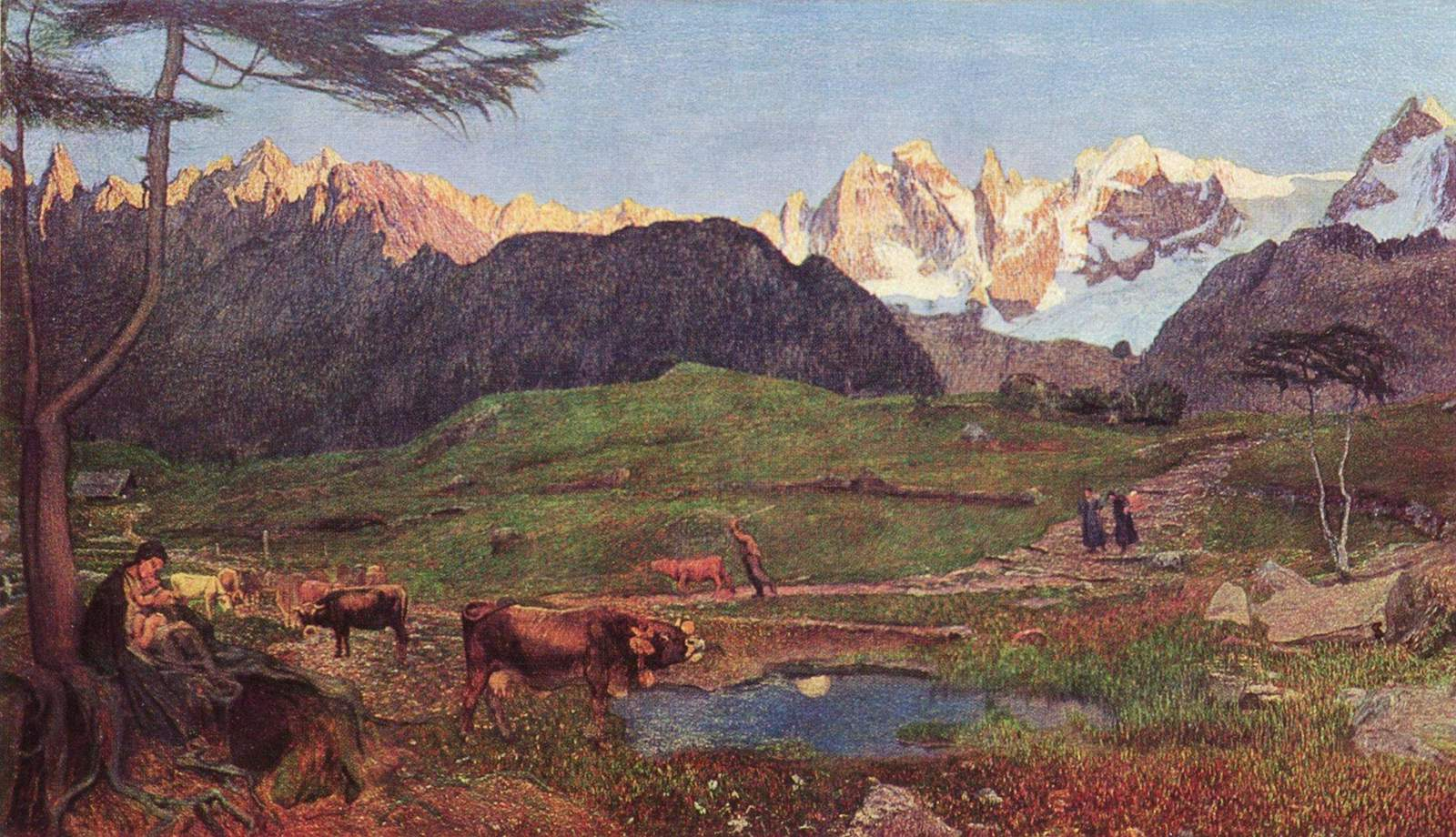
Альпийский триптих. Жизнь. 1898-1899. Музей Сегантини. Санкт-Мориц
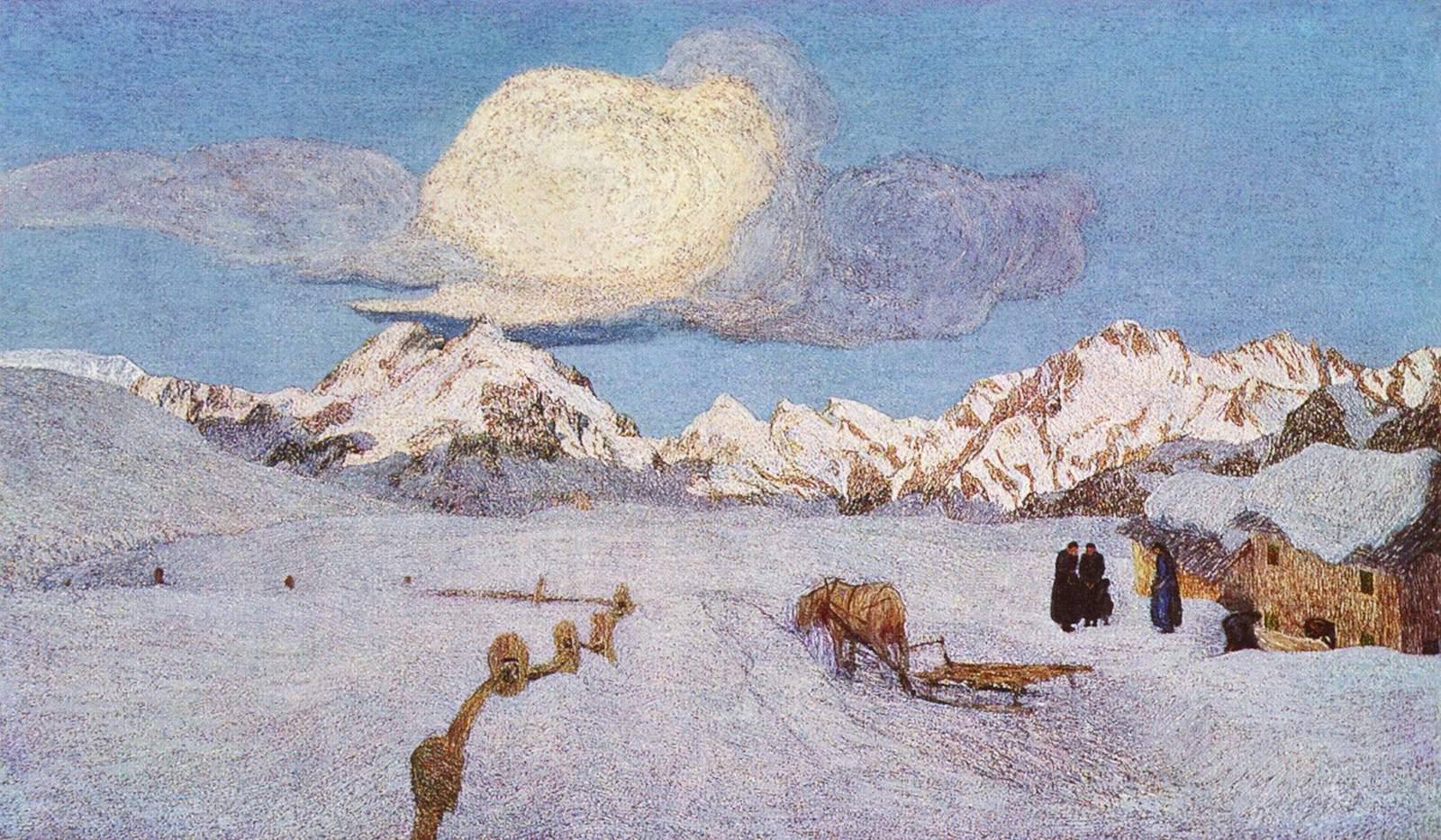
Альпийский триптих. Смерть. 1898-1899. Музей Сегантини. Санкт-Мориц
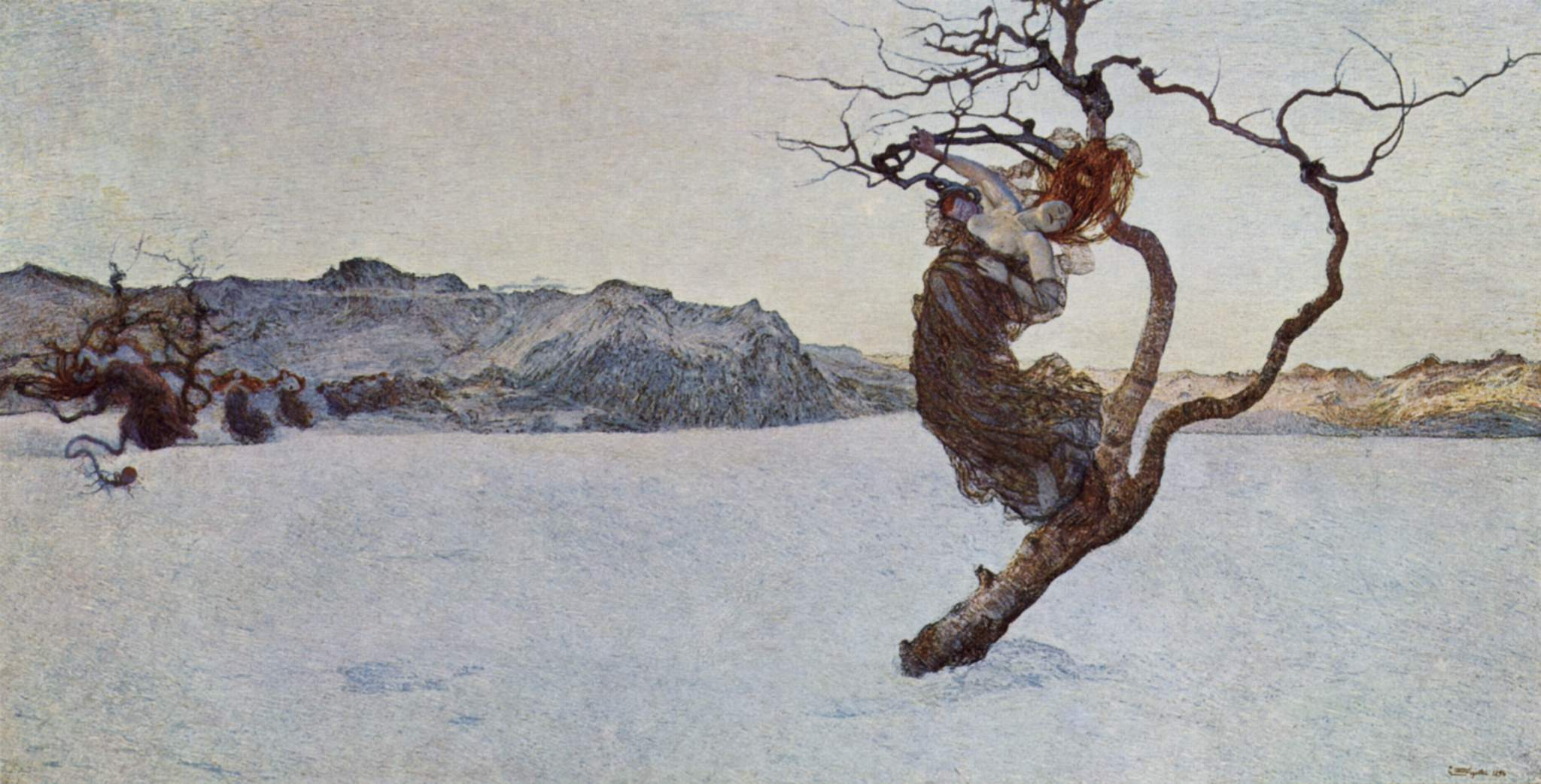
Злые матери. 1894. Австрийская галерея. Вена
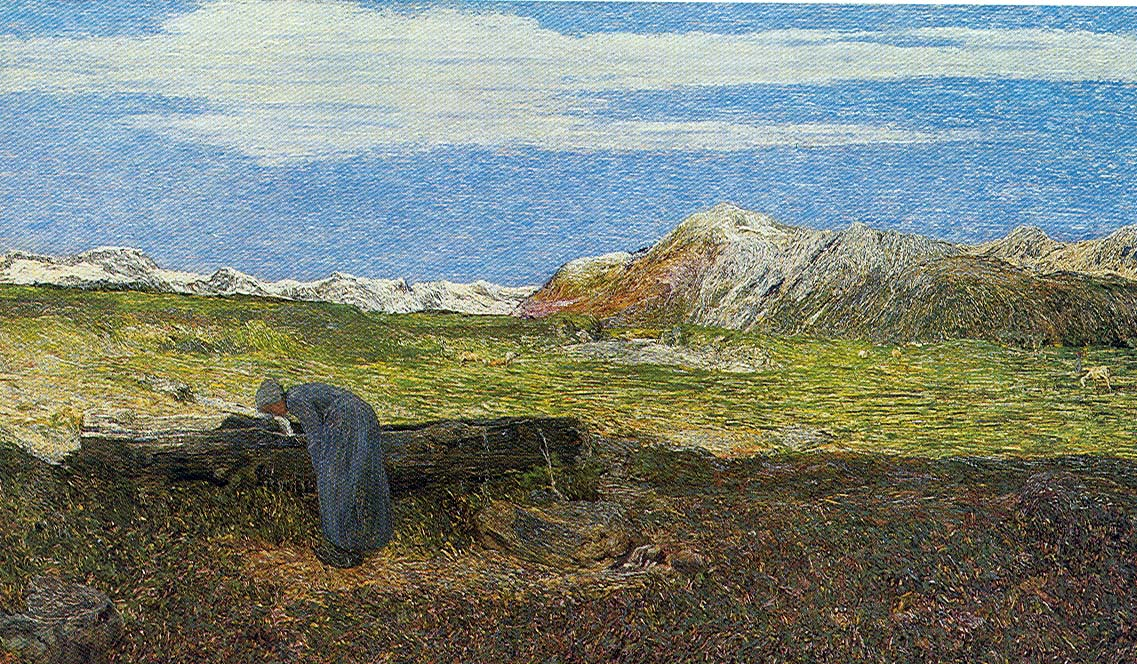
Альпийский пейзаж с женщиной у источника. 1893. Винтертур
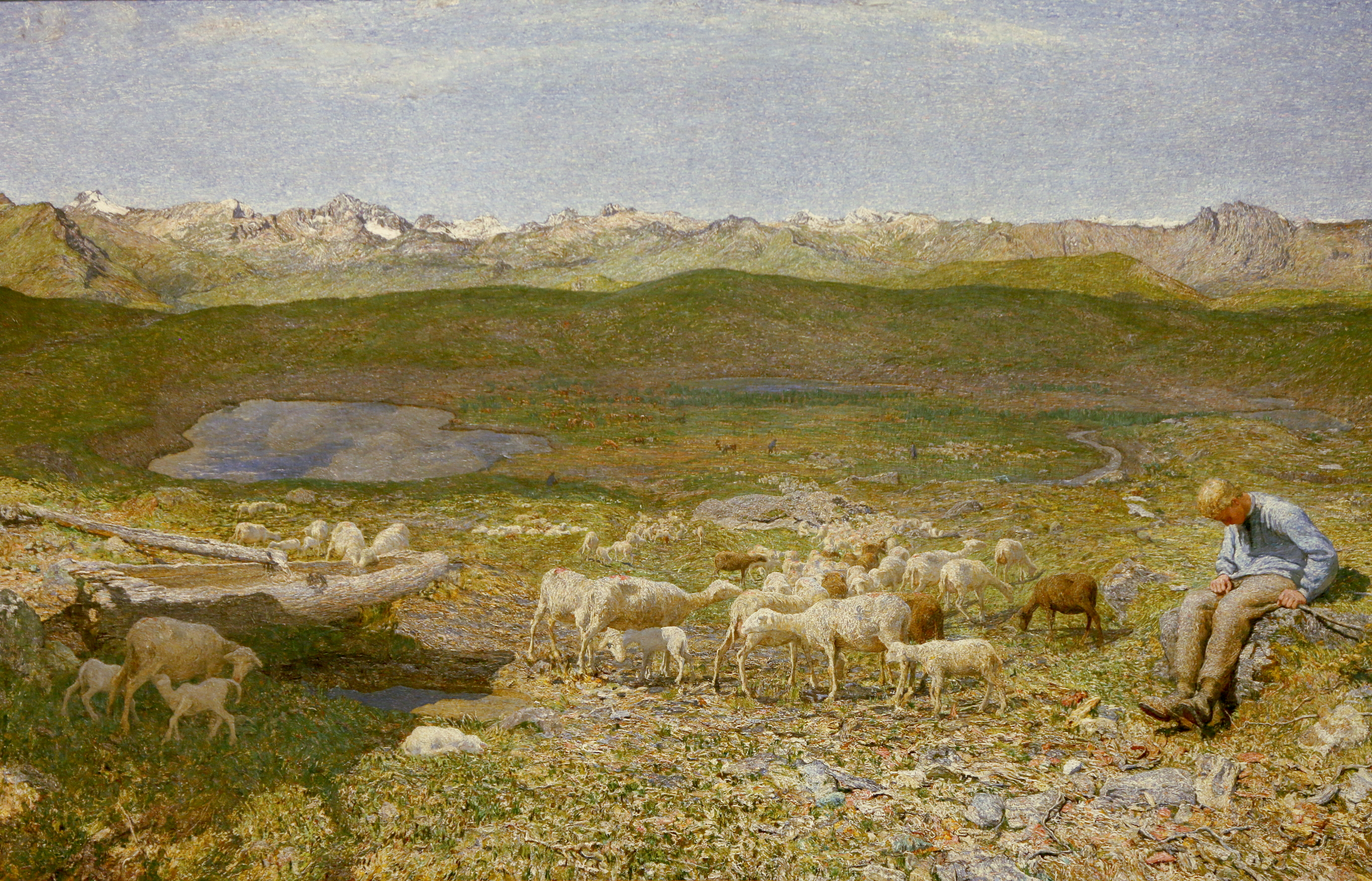
Выпас скота в Альпах. 1895.
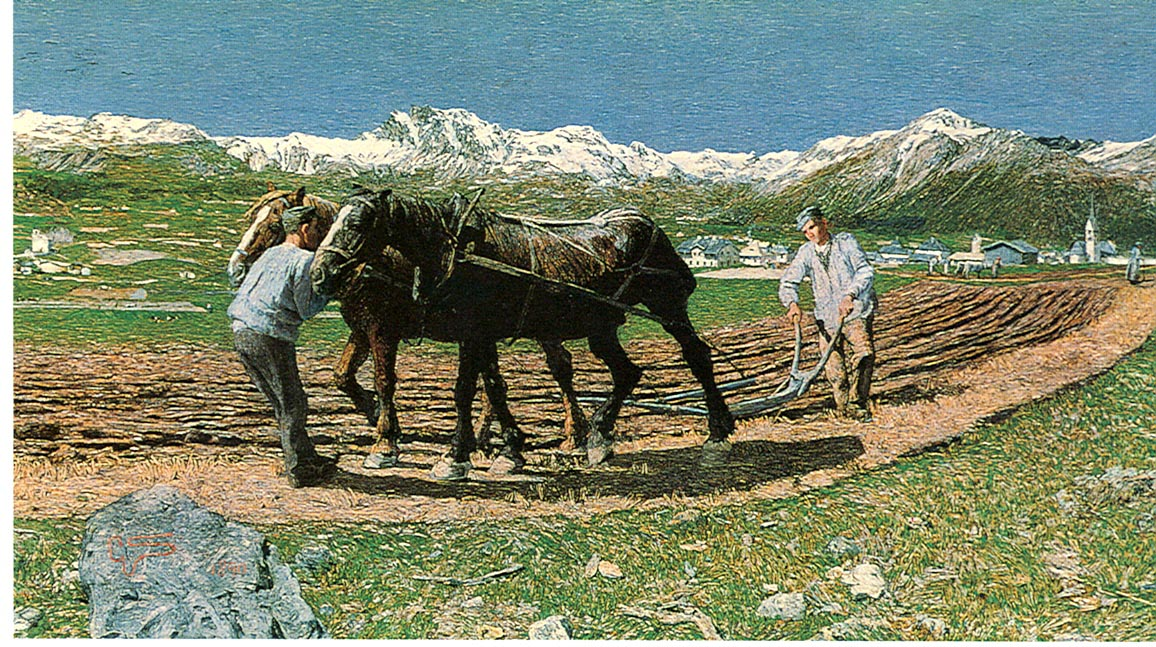
Пахота. 1890. Старая пинакотека, Мюнхен.
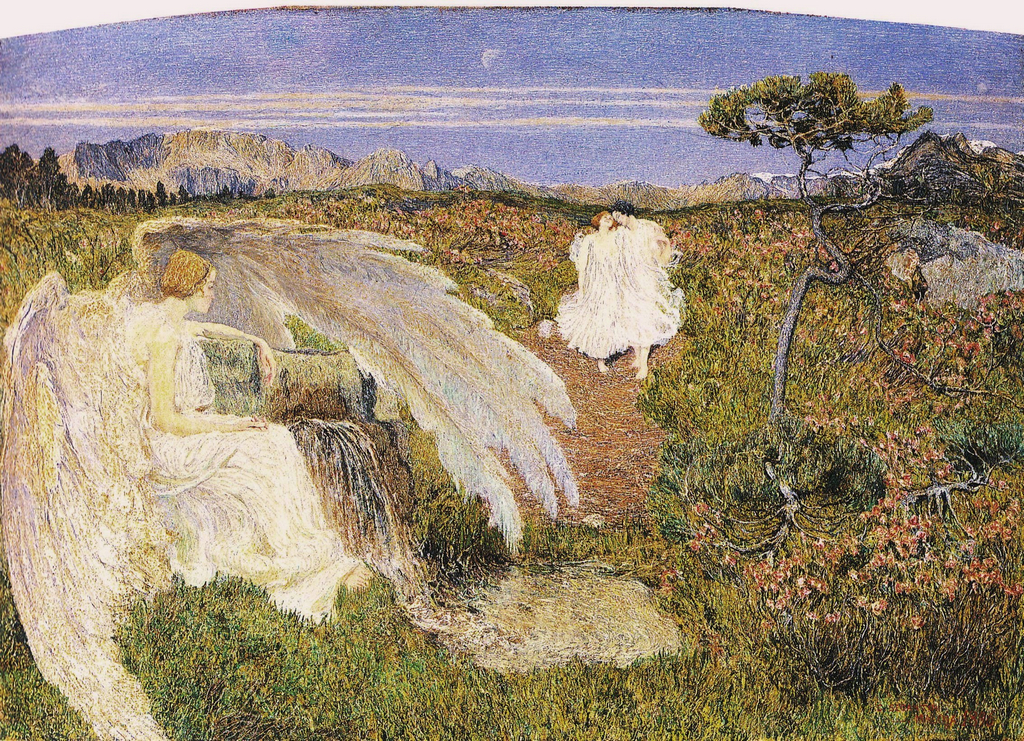
Влюблённые у источника жизни